# Nora Helmer
Pour les articles homonymes, voir Helmer.
Pour plus de détails, voir Fiche technique et Distribution.
Nora Helmer est un téléfilm allemand réalisé par Rainer Werner Fassbinder en 1973, diffusé en 1974.

## Fiche technique
- Titre : Nora Helmer
- Réalisation : Rainer Werner Fassbinder
- Assistants de réalisation : Fritz Müller-Scherz, Rainer Langhans
- Scénario : d'après la pièce Une maison de poupée d'Henrik Ibsen, texte allemand de Bernhard Schulze
- Production : Telefilm Saar (pour la S.R.)
- Caméra : Willi Raber, Wilfried Mier, Peter Weyrich, Gisela Loew, Hans Schugg
- Montage : Anne-Marie Bornheimer, Friedrich Niquet
- Décors : Friedhelm Boehm
- Format : magnétoscope 2 pouces couleur
- Genre : Drame
- Tournage : 21 jours en mai 1973, studio Saarbruck
- Durée : 101 minutes
- Date de diffusion : 3 février 1974 (S.R.)

## Distribution
- Margit Carstensen : Nora
- Joachim Hansen : Torvald
- Barbara Valentin : Mme Linde
- Ulli Lommel : Krogstad
- Klaus Löwitsch : Dr. Rank
- Lilo Pempeit : Marie
- Irm Hermann : Helene